# Shanghajet
Shanghajet (originaltitel Masters of Men) er en amerikansk stumfilm fra 1923 af David Smith.

## Medvirkende
- Earle Williams som Lt. Breen
- Alice Calhoun som Mabel Arthur
- Cullen Landis som Dick Halpin
- Wanda Hawley som Bessie Fleming
- Dick Sutherland som Jones
- Charles Mason som Sawyer